# Saultain
Saultain település Franciaországban, Nord megyében. Lakosainak száma 2526 fő (2022. január 1.). Saultain Estreux, Aulnoy-lez-Valenciennes, Curgies, Marly és Préseau községekkel határos.

## Népesség
A település népessége az elmúlt években az alábbi módon változott:
| Lakosok száma | 2172 | 2281 | 2354 | 2398 | 2435 | 2492 | 2577 | 2553 | 2526 |
|               | 2013 | 2015 | 2016 | 2017 | 2018 | 2019 | 2020 | 2021 | 2022 |